# Cisza zwrotnikowa
Cisza zwrotnikowa – bezwietrzny stan troposfery w pasie zwrotnikowym przesuwający się w lecie do podzwrotnikowych szerokości geogricznych. Tego terminu  używano w terminologi żeglarskiej do określenia końskich szerokości geograficznych, gdyż statki żaglowe były w nim unieruchomione, wskutek czego transportowane konie padały z pragnienia i głodu, a marynarze otrzymywali porcje końskiego mięsa jako główną rację pokarmową.